# Benito Juárez, Acapetahua
Benito Juárez är en ort i Mexiko.   Den ligger i kommunen Acapetahua och delstaten Chiapas, i den sydöstra delen av landet, 800 km sydost om huvudstaden Mexico City. Benito Juárez ligger 8 meter över havet och antalet invånare är 134.
Terrängen runt Benito Juárez är mycket platt. Runt Benito Juárez är det ganska tätbefolkat, med 96 invånare per kvadratkilometer. Närmaste större samhälle är Escuintla, 19,5 km norr om Benito Juárez. Omgivningarna runt Benito Juárez är en mosaik av jordbruksmark och naturlig växtlighet.